# Andrzej Blinowski
Andrzej Blinowski herbu Ostoja (ur. ?, zm. w 1574 roku) – polski duchowny rzymskokatolicki, biskup pomocniczy kujawsko-pomorski, kanonik włocławski i kantor kruszwicki, sekretarz królewski w 1563 roku.

## Życiorys
Na sejmie 1564 roku wyznaczony lustratorem dóbr królewskich w Wielkopolsce. 19 kwietnia 1574 papież Grzegorz XIII prekonizował go biskupem pomocniczym kujawsko-pomorskim oraz biskupem in partibus infidelium margaryteński. Brak informacji kiedy i od kogo przyjął sakrę biskupią.
Pochowany w katedrze Wniebowzięcia NMP we Włocławku.